# 영양군 (선거구)
영양군은 대한민국의 옛 국회의원 선거구이다. 당시 경상북도 영양군 지역을 관할했다.

## 역사
제헌 국회의원 선거를 앞두고 영양군 전 지역을 관할하는 선거구로 신설되었다.
제6대 국회의원 선거를 앞두고 울진군 선거구와 통합되면서 영양군·울진군 선거구를 이루게 됨에 따라 폐지되었다.

## 역대 국회의원
| 선거   | 정당 | 정당       | 의원   |
| ------ | ---- | ---------- | ------ |
| 1948년 |      | 한국민주당 | 조헌영 |
| 1950년 |      | 무소속     | 조헌영 |
| 1954년 |      | 무소속     | 박종길 |
| 1958년 |      | 자유당     | 박종길 |
| 1960년 |      | 무소속     | 박종길 |

## 역대 선거 결과

### 대한민국 제헌 국회의원 선거
| 대한민국 제헌 국회의원 선거경상북도 영양군 |        |            |        |        |      |      |  |
|                                            |        |            |        |        |      |      |  |
| 후보                                       | 후보   | 정당       | 득표   | 득표율 | 당락 | 비고 |  |
|                                            | 조헌영 | 한국민주당 | 무투표 | 무투표 | 당선 |      |  |
| 합계                                       | 합계   | 합계       | 0표    |        |      |      |  |

### 대한민국 제2대 국회의원 선거
|  | 59.62% |

|  | 28.16% |

|  | 12.20% |

### 대한민국 제3대 국회의원 선거
|  | 34.17% |

|  | 21.56% |

|  | 13.71% |

|  | 13.10% |

|  | 11.35% |

|  | 6.08% |

|  | 0% |

### 대한민국 제4대 국회의원 선거
| 대한민국 제4대 국회의원 선거경상북도 영양군 |        |        |        |        |      |      |  |
|                                             |        |        |        |        |      |      |  |
| 후보                                        | 후보   | 정당   | 득표   | 득표율 | 당락 | 비고 |  |
|                                             | 박종길 | 자유당 | 무투표 | 무투표 | 당선 |      |  |
| 합계                                        | 합계   | 합계   | 0표    |        |      |      |  |

### 대한민국 제5대 국회의원 선거
|  | 29.06% |

|  | 28.80% |

|  | 20.70% |

|  | 13.31% |

|  | 8.10% |